# Biegi narciarskie na Zimowych Igrzyskach Olimpijskich 1964 – sztafeta kobiet
Bieg sztafetowy kobiet podczas Zimowych Igrzysk Olimpijskich 1964 w Innsbrucku został rozegrany 7 lutego. Wzięły w nim udział 24 zawodniczki z ośmiu krajów. Mistrzostwo olimpijskie w tej konkurencji wywalczyła reprezentacja ZSRR w składzie: Alewtina Kołczina, Jewdokija Miekszyło i Kławdija Bojarskich.

## Wyniki
| Pozycja | Kraj                                                                    | Czas                              | Strata   |
| ------- | ----------------------------------------------------------------------- | --------------------------------- | -------- |
|         | ZSRR · Alewtina Kołczina · Jewdokija Miekszyło · Kławdija Bojarskich    | 59:20,2 21:17,9 19:08,5 18:53,8   | -        |
|         | Szwecja · Barbro Martinsson · Britt Strandberg · Toini Gustafsson       | 1:01:27,0 21:53,9 19:51,3 19:41,8 | +2:06,8  |
|         | Finlandia · Senja Pusula · Toini Pöysti · Mirja Lehtonen                | 1:02:45,1 23:45,9 19:39,8 19:19,4 | +3:24,9  |
| 4.      | Niemcy · Christine Nestler · Rita Czech-Blasl · Renate Dannhauer        | 1:04:29,9 22:34,1 21:00,8 20:55,0 | +5:09,7  |
| 5.      | Bułgaria · Roza Dimowa · Nadeżda Wasilewa · Krystana Stoewa             | 1:06:40,4 24:41,4 21:27,1 20:31,9 | +7:20,2  |
| 6.      | Czechosłowacja · Jarmila Škodová · Eva Břízová · Eva Paulusová-Benešová | 1:08:42,8 24:48,3 21:44,1 22:10,4 | +9:22,6  |
| 7.      | Polska · Teresa Trzebunia · Czesława Stopka · Stefania Biegun           | 1:08:55,4 25:53,4 22:15,6 20:46,4 | +9:35,2  |
| 8.      | Węgry · Éva Balázs · Mária Tarnai · Katalin Hemrik                      | 1:10:16,3 24:24,8 22:59,4 22:52,1 | +10:46,1 |